# Cybaeus confrantis
Espèce
Cybaeus confrantis est une espèce d'araignées aranéomorphes de la famille des Cybaeidae.

## Distribution
Cette espèce est endémique du kraï du Primorié en Russie,. Elle se rencontre sur l'île Petrov.

## Description
Les mâles mesurent de 7,0 à 7,6 mm et les femelles de 8,2 à 9,5 mm.

## Publication originale
- Oliger, 1994 : A new species of the spider genus Cybaeus L. Koch, 1868, from the Petrov Is., Sea of Japan. Arthropoda Selecta, vol. 3, no 1/2, p. 51-55 (texte intégral).